# Coryphaenoides subserrulatus
Coryphaenoides subserrulatus е вид лъчеперка от семейство Macrouridae. Видът не е застрашен от изчезване.

## Разпространение и местообитание
Разпространен е в Австралия, Аржентина, Нова Зеландия, Фолкландски острови, Чили и Южна Африка.
Обитава океани и морета. Среща се на дълбочина от 295 до 1180 m, при температура на водата от 2,7 до 9,2 °C и соленост 34,3 – 34,7 ‰.

## Описание
На дължина достигат до 37 cm.